# Pozuelo de Aragón (kommunhuvudort)
Pozuelo de Aragón är en kommunhuvudort i Spanien.   Den ligger i provinsen Provincia de Zaragoza och regionen Aragonien, i den nordöstra delen av landet, 240 km nordost om huvudstaden Madrid. Pozuelo de Aragón ligger 413 meter över havet och antalet invånare är 332.
Terrängen runt Pozuelo de Aragón är huvudsakligen platt, men åt sydväst är den kuperad. Runt Pozuelo de Aragón är det mycket glesbefolkat, med 6 invånare per kvadratkilometer. Närmaste större samhälle är Borja, 11,9 km nordväst om Pozuelo de Aragón. Trakten runt Pozuelo de Aragón består till största delen av jordbruksmark.